# 太祖乘勢取烏拉城
「太祖乘勢取烏拉城」は、『滿洲實錄』巻3にみえる明萬曆41年1613の戦役。本戦役でヌルハチ軍はブジャンタイ率いるウラ軍を破り、ウラの居城を陥落させた。さらにブジャンタイが亡命したことにより、ウラは滿洲マンジュに併呑される形で消滅した。

## 伏線
明萬曆40年1612旧暦12月、白色の条 (白氣) がウラ方面に起こり、ヌルハチのいるヘトゥ･アラの南方上空を越えて、呼蘭山フラン･ハダの方角へ消えた。ヌルハチはそれを、ウラ国主ベイレブジャンタイの完全服従の予兆と考えた。
ところが翌41年1613旧暦正月、ブジャンタイは、ヌルハチが聘えたイェヘの王女を我が物にせんと、自らの女・薩哈簾サハリャンと子・綽啓鼐チョキナイ、および家臣17名の子、都合19名の子女をイェヘに人質として送り、さらには妻二人を幽閉しようとした。それを聞いたヌルハチはウラ征伐を企てて親ら大軍を率い、同月17日、ウラ領の孫扎泰スンジャタ城を攻め取ると、さらに軍を進めて郭多ゴド・鄂謨オモの二城を陥落させ、同地に駐屯した。

## 経過

### 太祖烏拉兵ヲ敗ル

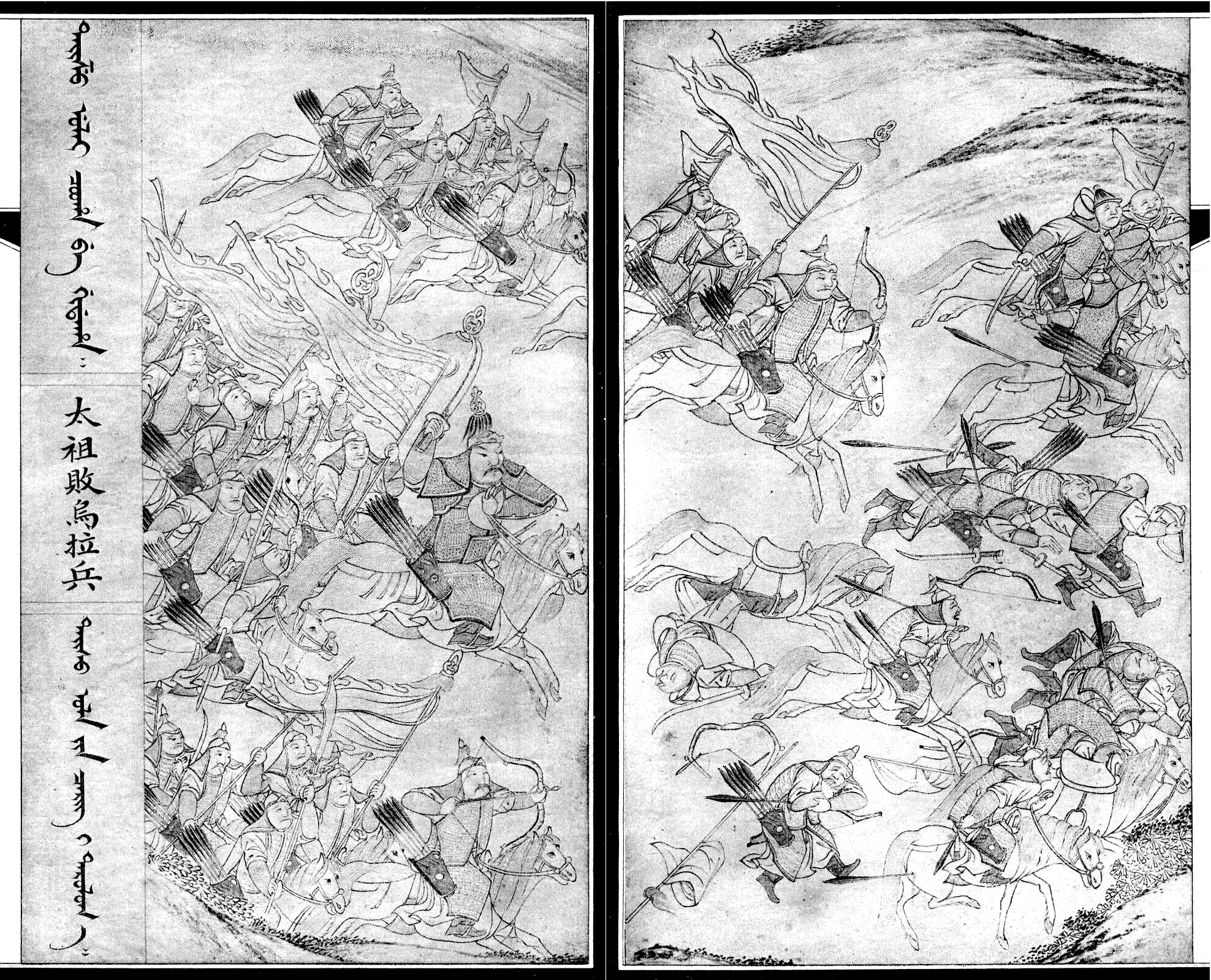
『滿洲實錄』巻3「太祖敗烏拉兵」

萬曆41年1613旧暦正月18日、ヌルハチ軍が前17日に侵攻したことを承けて、18日に予定されていた人質の出発は計画変更を余儀なくされ、ブジャンタイは歩兵30,000名を率いて富爾哈城フルハ･ホトンを越え、隊列を組んで抗戦の構えをみせた。
一方、兵馬ともに万全の状態を維持していたヌルハチ軍にとっては早期決戦が最も有利であり、唯一の懸念であったウラ軍籠城の可能性もなくなった今こそ、ウラ討滅の千載一遇の好機であった。しかしここにきて交戦を躊躇い、慎重策に舵を切ろうと考えたヌルハチに対し、代善ダイシャン (ヌルハチ子)、阿敏アミン (ヌルハチ甥)、および後の五大臣のフョンドン、ドンゴ氏何和里ホホリ、フルハン、ニョフル氏額亦都エイドゥ、アンバ･フィヤングの外、ヤングリら各将はその消極的態度を諌め、ついにヌルハチを決心せしめた。
ヌルハチ軍はことごとく鎧甲を身に纏い、敵兵の籠城を阻止すべく城門の奪取を目指して突撃した。ブジャンタイ率いる30,000の歩兵と100歩約160mの距離で対峙したヌルハチ軍は、馬を降りて徒かちで交戦した。矢は激しく飛び交い、雄叫びは天を衝かんばかりに鳴り響いた。両軍の血湧き肉躍る激戦にヌルハチも胸の高鳴りを抑えられず、親ら武器をとり参戦した。

### 太祖勢ヒニ乘ジテ烏拉城ヲ取ル

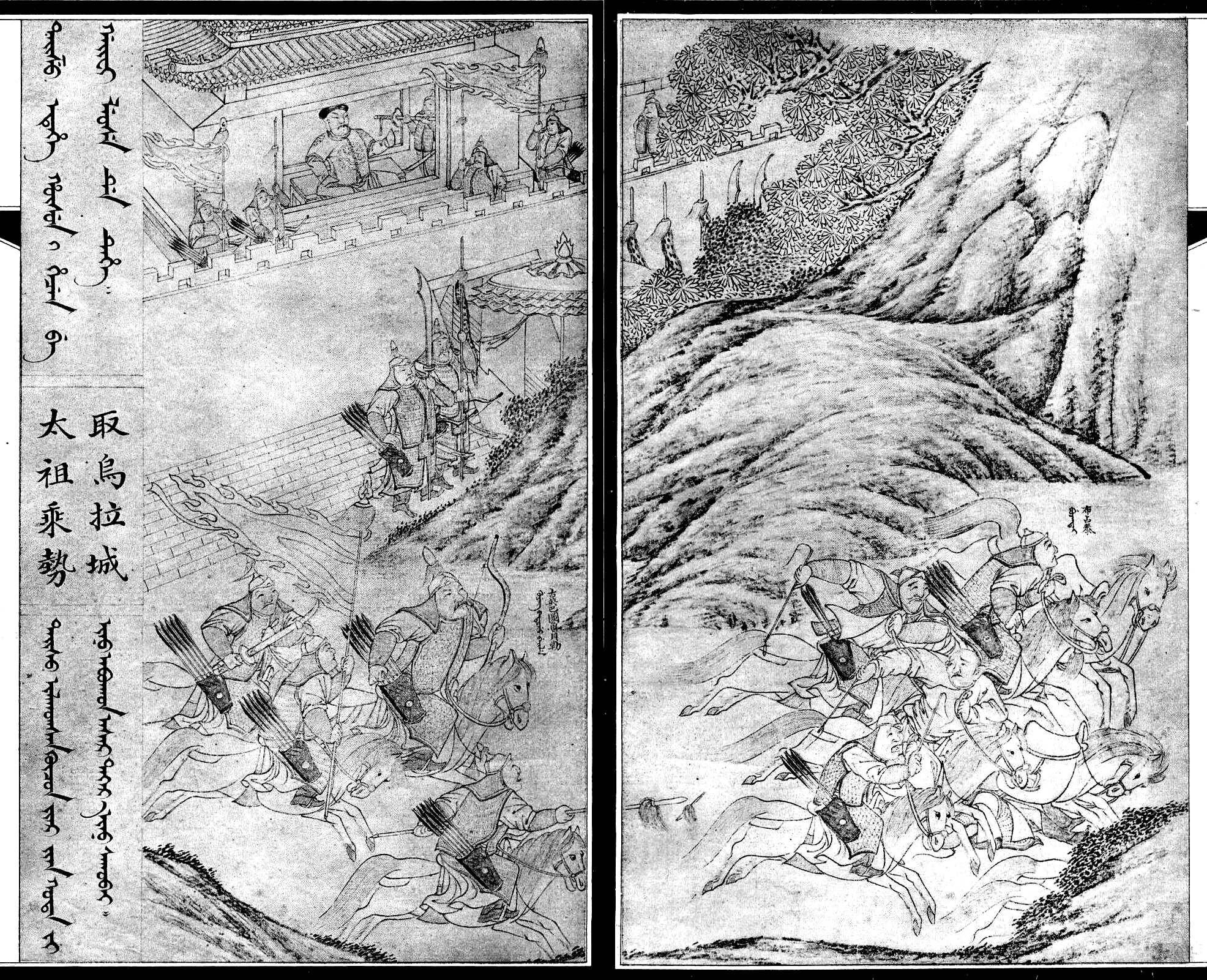
『滿洲實錄』巻3「太祖乘勢取烏拉城」

ウラ軍の攻勢は凄まじく、ヌルハチは各将に一時後退を命じた。しかしヤングリは部下を率いて城に迫ると、青玉河方面から一気に攻撃をしかけて攻め落とした。アンバ･フィヤングも部下を率い、達拉穆台吉の率いる守備兵を撃破して城壁をのぼりきり、敵城に一本めとなる軍旗を突き立てた。そしてフルハンらがそれに乗じて城門を抑えると、滿洲マンジュ軍はその勢いで城を制圧した。ウラ兵は6-7割が死傷し、敗残兵は武器も鎧甲も捨てて散り散りに逃げ惑った。
ヌルハチは入城して西門楼閣に腰を下ろすと、城中にマンジュ軍旗を掲げさせた。そこにブジャンタイが100名にも満たないほどの敗残兵を率いて戻ってきた。しかし城はすでにヌルハチ率いるマンジュ軍の手に落ち、マンジュ軍旗が旗めいていた。色を失ったブジャンタイは踵を返して逃走を図ったが、そこにダイシャンが精鋭の一旅団を率いて立ちはだかり、ブジャンタイの退路を断った。ブジャンタイは交戦を諦めて正面突破を図り、半数以上の兵を失いながら突破に成功した。しかし残りの兵は四散し、ブジャンタイは単身イェヘに落ち延びた。
始祖ナチブルが興した扈倫国フルン･グルンに始まり、ウラ･グルンとして再興させたブヤンを経て、ブジャンタイまで脈々と続いてきたウラ王家の支配は、焉に終りの日を迎えた。

## 結果
ヌルハチ率いる滿洲マンジュ軍は軍馬、鎧甲、武器を大量に鹵獲し、ウラ属領の部落もことごとくマンジュに帰順した。ヌルハチは現地で戦功をあげた兵士を犒い、ウラ投降兵に眷属を引き合わせるなど事後処理を10日に亘って進め、新たにマンジュ領民として編入されたウラ領民は一万戸の多きにのぼった。さらに人畜などを兵士に分配し終えると、撤収した。
マンジュ軍はエイドゥ五子アダハイ、護衛の業中額イェジュンゲ、米拉渾ミラフンが、フルハ城から東に進攻するブジャンタイ軍との交戦中に戦死、その外、ドンゴ氏アランジュ、納蘭察ナランチャが戦死、ワンヤン氏特音珠がその時の傷痍がもとで戦後に死亡している。
ブヤンの後裔およびマンタイ・ブジャンタイ兄弟の子孫らは、その後多くがヌルハチのもとで官職を授けられている。ブジャンタイの子洪匡は後にウラの再興を企図し挙兵したが、失敗して自害した。

## 脚註

### 典拠
1. ↑  “白氣” (中国語). 重編國語辭典修訂本. 中華民國教育部. "白色的煙氣。古以為兵事的徵兆。"
2. ↑  “壬子歲萬曆40年1612 12月1日/段402-403”. 太祖高皇帝實錄. 4
3. 1 2 3 4 5 6 7 8  “壬子歲萬曆40年1612 12月/段82”. 滿洲實錄. 3
4. ↑  “あと･うあとふ【聘・誂】”. 日本国語大辞典精選版. 小学館. "〘他ハ下二〙①結婚を申し込む。妻として迎える。＊書紀(720)履中即位前(図書寮本訓)「納采アトフルこと既に訖りて住吉すみのゑ仲皇子を遣して吉日を告げしめたまふ」"
5. 1 2 3 4 5 6 7 8  “癸丑歲萬曆41年1613 1月1日/段404-405”. 太祖高皇帝實錄. 4
6. ↑  “將帥3 (揚古利)”. 國朝耆獻類徵初編. 263
7. ↑  “揚古利列傳”. 滿州名臣傳. 1下. 内閣文庫. p. 13. "……癸丑年再征烏喇攻靑玉河敵勢甚銳太祖遣使持矢召諸將退揚古利獨麾眾薄城疾攻拔之……"
8. ↑  “國朝人物十一”. 欽定盛京通志. 未詳. "安費揚古……辛亥年……從征烏拉擊達拉穆台吉兵摧其陣奮勇登城樹大纛于上大軍繼至遂滅烏拉……"
9. ↑  “扈爾漢列傳”. 滿州名臣傳. 1下. 内閣文庫. p. 11
10. ↑  “莫洛渾”. 清史稿. 226. 未詳. "從伐烏喇，直前衝擊，人馬皆被創，下馬步戰，遂沒於陣。"
11. ↑  “大臣傳37”. 欽定八旗通志. 171. 未詳. "……阿蘭珠旋擢理事大臣從征烏拉部直前衝擊中鎗且傷馬下馬歩戰弗稍郤遂歿於陣……"
12. ↑  “忠義1”. 清史稿. 487. 未詳. "癸丑年，烏拉貝勒布佔泰負恩叛，大兵討之，布佔泰率兵三萬由富哈城而東，特音珠、阿達海率護衛業中額等邀擊之。阿達海、業中額及閒散米拉渾均歿於陣，大兵敗布佔泰，遂平烏拉，特音珠尋以創發卒。徵烏拉之役，死事者有阿蘭珠、納蘭察，均自有傳。"
13. ↑  維基百科「烏拉城之戰」には「烏拉軍隊奮力抵抗，傷亡近萬，建州則損失七八千人，雙方戰將陣亡者達數百員之多」(ウラ軍死傷者10,000近く、マンジュ軍死傷者は7-8,000人、双方合せて数百の将校が戦死) とある。出典：『乌拉国简史』(趙東昇共著) p.81。
14. ↑   乌拉国简史. 中共永吉県委史弁公室. p. 95

### 註釈
1. ↑  「フラン･ハダhūlan hada」のハダは嶺や山などの意で、『太祖高皇帝實錄』は「虎攔哈達山」と表記しているが「哈達hādá」と「山」が重言。また『滿洲實錄 (満文)』には「……(先祖の) 骸を昔の故里呼蘭哈達の赫圖阿拉の處より移して持ち來たらんと……」とある。
2. ↑  白色の条すじは古代中国では軍事の兆候とされ、[1]それがウラから飛び去ったことを、ヌルハチはブジャンタイの謀叛心が消滅したと考えた。
3. ↑  イェヘ西城の故主ブジャイの女。明側の史料には「北關老女」として現れる。ここの老女は結婚適齢期を過ぎた娘の意。また「北關」は明側のイェヘに対する呼称。
4. ↑  サハリャンsahaliyanの名は『清實錄』以外にはみえない。
5. ↑  シュルハチ女オンジェとヌルハチ女ムクシmukusi (穆庫什)。オンジェはこれ以前にブジャンタイから鏑矢を当てられている。
6. ↑  スンジャタの城sunjatai hoton (清實錄：孫扎泰, 欽定盛京通志：遜扎塔, 滿洲實錄 (満)：sunjata gebungge(といふ名の) hoton(城))。
7. ↑  ゴドの城godoi hoton (清實錄：郭多城)。
8. ↑  オモの城omoi hoton (太祖高皇帝實錄：俄漠, ：滿洲實錄：鄂謨, 欽定盛京通志：鄂摩)。
9. ↑  フルハの城fulhai hoton (伏爾哈城：太祖高皇帝實錄, 滿洲實錄：富爾哈城, 欽定盛京通志：富勒哈城)。
10. ↑  『滿洲實錄』に「豈有伐大國能遽使之無孑遺乎」(豈ニ大國ヲ伐タムトスルニ能ク遽カニ之ヲシテ孑遺無カラ使ムル有ラン乎) とある。
11. ↑  ダイシャンdaišan (太祖高皇帝實錄：代善)。『滿洲實錄』では「古英巴圖魯」とも。
12. ↑  アミンamin。
13. ↑  ホホリhohori (清實錄：何和里, 欽定盛京通志：何和哩)。
14. ↑  エイドゥeidu。
15. ↑  『太祖高皇帝實錄』は左記人物以外に「及眾貝勒」(および多くのベイレ) としている。
16. ↑  維基百科「烏拉城之戰」には「在富爾哈河與建州軍相持的布占泰聽聞都城有失，立刻回兵援救，此時，富爾哈城主之子阿海、阿爾胡蘇獻城投降建州，」(……この時、フルハ城主の子・阿海と阿爾胡蘇がマンジュ軍に城を明け渡した)、また「努爾哈赤率領大部隊隨後跟進，守軍不敵，達拉穆拔劍自刎」(達拉穆は剣を抜き自害した) とある。出典：『乌拉国简史』(趙東昇共著) p.80-81。

## 文献

### 實錄
- 編者不詳『太祖武皇帝實錄』(漢) 崇徳元年1636
- 編者不詳『滿洲實錄』(漢) (乾隆46年1781)
  - 『ᠮᠠᠨᠵᡠ ᡳ ᠶᠠᡵᡤᡳᠶᠠᠨ ᡴᠣᠣᠯᡳmanju i yargiyan kooli』(乾隆46年1781) (満)
    - 今西春秋『満和蒙和対訳 満洲実録』刀水書房 (昭和13年1938訳, 1992年刊)

### 史書
- 章佳氏阿桂『欽定盛京通志 (増補本)』乾隆49年1784 (漢) ＊Harvard Univ. Lib.所蔵
- フチャ氏フルンガ『欽定八旗通志』嘉慶元年1796 (漢) ＊Wikisource
- 李恒『國朝耆獻類徵初編』光緒16年1890 (漢) ＊明文書局版
- 趙爾巽『清史稿』(漢) 清史館 (民国17年1928) 中華書局

### 学術書
- 趙東昇, 宋占栄『乌拉国简史』中共永吉県委史弁公室 、1992